# ناو کلاس کانتی
کروزر کلاس کانتی (به انگلیسی: County-class cruiser) یک کلاس از کشتی است که طول آن ۵۹۰ فوت (۱۸۰ متر) می‌باشد.